# جرعد
جرعد مدينة ساحلية تاريخية في محافظة مدج بولاية بونتلاند شمال شرق الصومال . وتضم المدينة خامس موانئ الصومال الذي يُعتبر أول ميناء يُبنى في البلاد بعد الحرب الأهلية.